# 安政丁銀

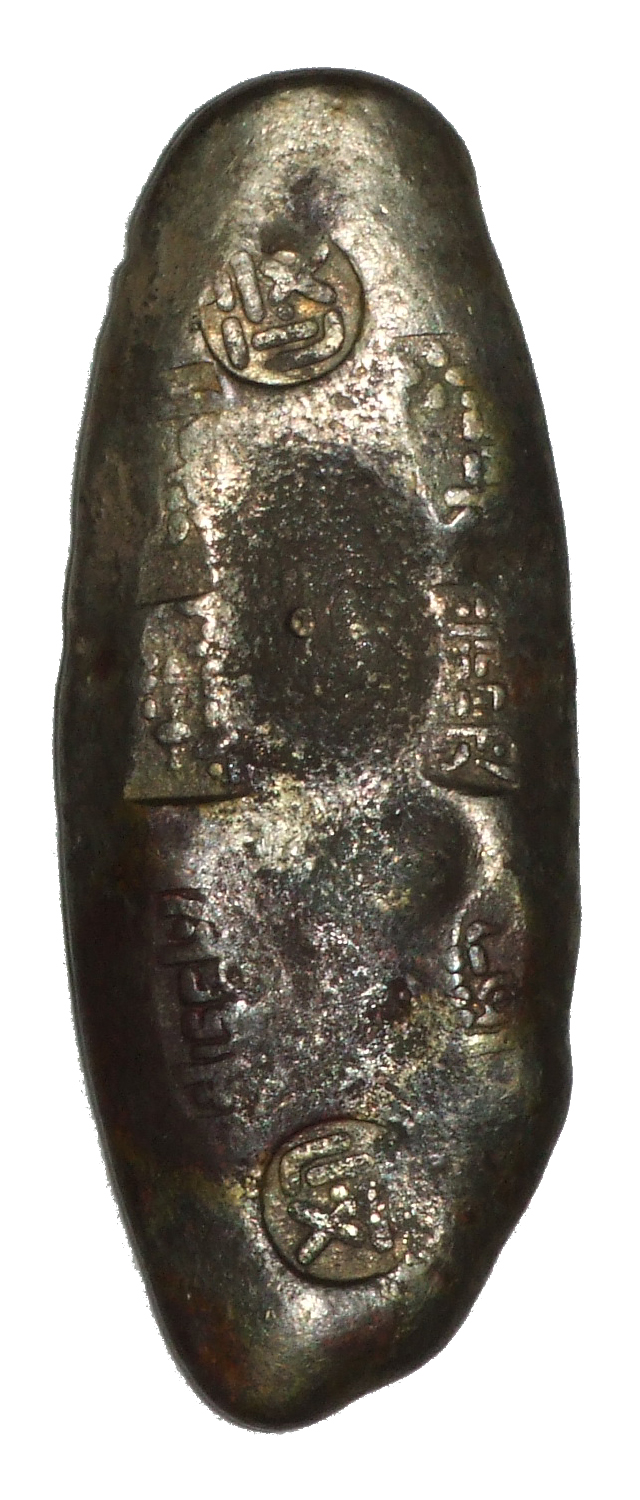
安政丁銀（政字丁銀）

安政丁銀（あんせいちょうぎん）とは、安政6年12月8日（1859年12月31日）から鋳造が始まり、12月27日（1860年1月19日）から通用開始された丁銀の一種である。江戸幕府最後（地方貨幣などを除けば日本最後）の秤量貨幣であり政字丁銀（せいじちょうぎん）とも呼ばれる。また安政丁銀および安政豆板銀を総称して安政銀（あんせいぎん）あるいは政字銀（せいじぎん）と呼ぶ。
表面には「（大黒像）、常是」および「常是、寳」の文字に加えて「政」字の極印が打たれている。安政小判と異なり「正」の字を避けたのは宝永年間に特鋳された宝永正字丁銀との混同を避けるためである。また、「大黒像」極印を12箇所打った祝儀用の十二面大黒丁銀が存在する。

## 略史
嘉永6年（1853年）、浦賀沖の黒船来航により幕府は開港を迫られ、日本貨幣と西洋貨幣との交換比率が定められた。ハリスは金貨、銀貨はそれぞれ同種同量をもって交換すべきで、一分銀3枚を持って1ドル銀貨に換えるべきと主張した。一方、幕府側は、一分銀は名目貨幣であり銀含有量が通用価値を示すものではないとして、1ドル銀貨を双替方式で評価し1ドル＝1分であると主張した。結局、米国側に押し切られ、1ドル＝3分の交換比率を承諾することになる。これは日本国内での金安を意味し、多量の金貨流出を招く結果となった。流出額の推定値は、小は1万両説から大は2,000万両説まであり、820-860万両、最高で100万両、50万両内外などと推定されてきた。また、流出額はとかく過大に見積もられがちであり、実際には10万両程度であるとする推定もある。 
本来一分銀は銀含有量が貨幣価値に満たない名目貨幣であったが、貨幣鋳造により生み出される出目（改鋳利益）が莫大なものであったため、一分銀の鋳造量は飛躍的に増大し、本位貨幣の性質をもつ丁銀に取って代わる存在となり、事実上一分銀の含有銀量が本位貨幣的な尺度となっていたためであった。
この金流出を防ぐ目的で、安政小判および安政二朱銀が鋳造されたが、一分銀より低額面でありながら、より多量の銀を含む安政二朱銀は洋銀の価値を切り下げるものであるため、ハリスの逆鱗に触れ発行は短期間で中止となった。この大型化した安政二朱銀鋳造用の銀地金を捻出するために品位を下げた幕府最後の秤量銀貨である政字銀の鋳造が建議された。しかし実際に政字銀の鋳造が開始されたのは半年後であった。また、政字銀を一両あたりの銀含有量に換算すると、一分銀の一両当りにほぼ等しい。
慶應元年5月（1865年）、古銀に対する新銀への引替の増歩は以下のように定められた。
- 元文銀10貫目につき　政字銀19貫目
- 文政銀10貫目につき　政字銀15貫目
- 保字銀10貫目につき　政字銀11貫目
- 古二朱銀100両につき　160両
- 文政二朱銀100両につき　115両

しかし市場は一分銀など両、分を単位とする計数銀貨が流通を支配する中、秤量銀貨の地位は既に低下しており、政字銀の鋳造は少量に止まったため、銀建ての価格表示すなわち銀目取引は藩札および手形に役目を譲り、「空位」とまで呼ばれた。従来「銀遣い」と呼ばれた上方においても、秤量銀貨の流通は僅少であったという。
開港により輸出入とも盛況を呈し、国内産業は活気づいたが、反面、国内生産が追い付かず輸入過多となり物価高騰が民衆を苦しめた。さらに安政年間には大地震、コレラの流行など凶事が続き、安政の大獄のような政治弾圧など庶民は安堵する暇もなく、多事多端のうちに幕府の命運も大詰めに向かっていった。
この後、量目を大幅に縮小した万延小判が発行され、物価は乱高下しながらも激しく上昇し幕府の崩壊へつながった。慶應4年5月9日（1868年6月28日）、銀目廃止令により丁銀および豆板銀は貨幣としての役目を終えた。
明治元年十月十日太政官達（1868年11月23日）により、丁銀・豆板銀は銀品位に応じて金の単位である「両」への引替え相場が提示された。
- 慶長銀（享保銀）量1貫目 代金89両
- 元禄銀量1貫目 代金71両3朱
- 宝永銀量1貫目 代金55両
- 永字銀量1貫目 代金44両1分
- 三ツ宝銀量1貫目 代金35両1分
- 四ツ宝銀量1貫目 代金21両3分2朱
- 文字銀五文目銀量1貫目 代金51両
- 草文字銀量1貫目 代金39両3分
- 保字銀量1貫目 代金28両2分2朱
- 政字銀量1貫目 代金12両3分3朱

## 安政豆板銀

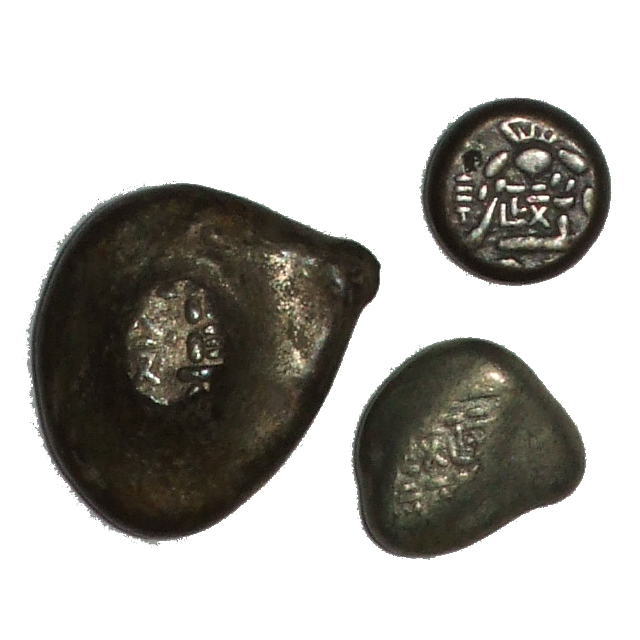
安政豆板銀（政字小玉銀）

安政豆板銀（あんせいまめいたぎん）は安政丁銀と同品位の豆板銀で、「寳」文字および「政」字を中心に抱える大黒像に「政」字が配置された極印のものを基本とし、また両面に大黒印の打たれた「両面大黒」、大文字の「政」字極印である「大字政」、小さな「政」字が集合した「群政」、また大黒像の中心に「寳」字を抱えた「政字寳」なども存在する。片面のみに大黒印が打たれた「片面大黒」は現存数が比較的少ない。

## 政字銀の品位
規定品位は『旧貨幣表』で銀13%〔ママ〕（八割四分六厘引ケ）、銅87%〔ママ〕とされている。しかし、八割四分六厘引ケならば銀14%である（(1-0.846)/1.1=0.14）。
| 銀銅 |

明治時代、造幣局により江戸時代の貨幣の分析が行われた。古賀による政字銀の分析値は以下の通りである。
- 金0.02%
- 銀13.50%
- 雑86.48%

雑分はほとんどが銅であるが、少量の鉛などを含む。
銀品位は宝永四ツ宝銀をも下回る江戸時代の銀貨の中では最低のもので、名目上は銀であるが、品位の上では銅の銀気を帯びたるものに過ぎないといえる。このように銅の含有率の多い銀合金は真鍮色から銅色を呈するため、貨幣製造時に、表面を銀色に見せるための色揚げが行われた。これは焼きなまして表面に酸化銅の皮膜を生じた丁銀を加熱した梅酢につけ、酸化銅および銅を溶解し、表面に銀が残るというイオン化傾向を利用した操作であった。

## 政字銀の鋳造量
『旧貨幣表』によれば、丁銀および豆板銀の合計で102,907貫（約386トン）である。